# Villers-Hélon
Villers-Hélon – miejscowość i gmina we Francji, w regionie Hauts-de-France, w departamencie Aisne.
Według danych na styczeń 2014 roku gminę zamieszkiwało 231 osób, a gęstość zaludnienia wynosiła 28 osób/km².